# Bedřiška Wižďálková
Bedřiška Wižďálková (27. dubna 1926 Praha – 27. června 2006 Praha) byla česká knihovnice a bibliografka.

## Život
Bedřiška Wižďálková se narodila v Praze. V letech 1937-1945 absolvovala Městské dívčí reálné gymnázium Krásnohorská v Praze. Po jeho ukončení studovala od podzimu roku 1945 obor filozofie-historie na Filozofické fakultě Univerzity Karlovy. 
V lednu roku 1953 nastoupila jako knihovnice Státní knihovny společenských věd a prvních pět let se zabývala jmennou a věcnou katalogizací. Státní knihovnu společenských věd opustila v říjnu roku 1958.
V listopadu roku 1958 nastoupila do Oddělení rukopisů a starých tisků Národní a universitní knihovny, kde pracovala – zprvu pod vedením historičky a kodikoložky Emmy Urbánkové – až do odchodu na odpočinek.
Zpracovávala katalogizaci starých tisků a dále její činností byla práce se starou literaturou. Spolu s Emmou Urbánkovou vytvářely zásady pro katalogizaci staré tištěné produkce, přičemž Emma Urbánková se věnovala prvotiskům a Bedřiška Wižďálková starým tiskům. Bližší informace o publikační činnosti B. Wižďálkové jsou uvedeny ve sborníku Příspěvky ke Knihopisu (svazek 11), který vyšel k příležitosti jejích sedmdesátých narozenin.
Od roku 1994 pak vydávala tzv. Dodatky ke Knihopisu. Celkem vyšlo pět svazků tohoto rozsáhlého díla, šestý svazek vyšel až po její smrti v roce 2006. Druhým významným počinem a velkým přínosem knihovědě a historickému knihovnictví bylo vydání Pravidel jmenného popisu starých tisků, které vytvořila spolu s Františkem Horákem a Emmou Urbánkovou. Díky těmto pravidlům sjednotilo Oddělení rukopisů a starých tisků katalogizační praxi v celé republice. Významně se věnovala také Koniášovým Klíčům jakožto jednomu z důležitých soupisů českých knih.
Dne 11. září 2001 jí byla na konferenci Knihovny současnosti v Seči u Pardubic udělena čestná cena - pamětní medaile Zdeňka Václava Tobolky za celoživotní činnost v oblasti knihovnictví a knihovědy.